# Dithalama cosmospila
Espèce
Dithalama cosmospila est un insecte lépidoptère de la famille des Geometridae qui vit en Australie.